# Proeme cyanescens
Proeme cyanescens är en skalbaggsart som först beskrevs av Aurivillius 1910.  Proeme cyanescens ingår i släktet Proeme och familjen långhorningar. Inga underarter finns listade i Catalogue of Life.